# 越後大野駅
越後大野駅（えちごおおのえき）は、かつて新潟県西蒲原郡黒埼町大字鳥原（現新潟市西区鳥原）にあった新潟交通電車線の駅。

## 概要
計画当初は黒埼中学前駅のあたりに置かれるはずだったが、一部の住民の反対によって計画が変更され、中心部の北端に開業された。

## 構造
地上駅。後年は平日午前のみ業務を行う簡易委託駅であった。
相対式2面2線のホームを有し、両ホームが構内踏切によって連絡していた。
駅舎には出札窓口のほか、自動販売機、公衆電話、トイレ（汲取式）などが設けられていた。また待合所には黒埼町の物産展示コーナーが設けられていた。

## 駅周辺
- 国道8号
- 新潟県道2号新潟寺泊線（信濃川大橋）
- セブン-イレブン新潟善久店

## バス
駅舎跡東側には国道8号と新潟県道2号新潟寺泊線が交差する信濃川大橋西詰交差点が所在し、周辺には新潟交通とその子会社の新潟交通観光バスのバス停留所が設けられている。電車線廃線の1999年4月4日までの名称は「大野駅前」だったが、廃線後の4月5日に「信濃川大橋西詰」に改称した。また交差点の名称も同様に「越後大野駅前」から現名称へ改称されている。
2015年（平成27年）12月現在の運行路線は下記のとおりである。
信濃川大橋西詰
- 大野・白根・味方方面（西詰交差点北側、亀田方面ランプウェイ上）
  - W70　大通ニュータウン経由　白根・潟東営業所
  - W71・W72　大野仲町
  - W80　味方・月潟
  - W81　木場経由　味方・潟東営業所
- スポーツ公園線降車場（西詰交差点南側、白根方面車線上）
  - S72　大野仲町
- 青山方面（西詰交差点北側、黒埼IC方面車線上）
  - W70・W71・W80・W81　ふるさと村・寺地経由　青山
  - W72　ときめき・済生会病院・寺地経由　青山
※大野・白根線の急行・快速・区間快速・モーニングライナーはすべて当停留所を通過する。
※大野・白根線の各停および味方線の全便はいずれも青山発着で、当停留所と中央区中心部との間は青山で萬代橋ライン等との乗り換えが必要である。
※スポーツ公園線は、市民病院・新潟駅南口方面の停留所は設置されていない。

## 歴史
- 1933年（昭和8年）4月1日 - 鉄道線東関屋駅 - 白根駅間開業と同時に新潟電鉄の駅として開業。
- 1943年（昭和18年）12月31日 - 新潟交通の発足により同社の駅となる。
- 1975年（昭和50年）2月1日 - 貨物営業が廃止[2]。
- 1981年（昭和56年）10月 - 請負化[2]。
- 1998年（平成10年）5月1日 - 無人駅となる[3]。
- 1999年（平成11年）4月5日 - 新潟交通電車線東関屋 - 月潟間廃線により廃駅となる。

## 駅跡
現在は駅施設が撤去され、線路跡は自転車・歩行者道として整備されている。駅跡は広場として整備されている。
| 焼鮒方向を見る。（2011年6月5日） |  | 自転車歩行者専用道路として整備された越後大野駅跡地。焼鮒駅側を望む。（2018年4月14日） |
| 焼鮒方向を見る。（2011年6月5日） |  | 自転車歩行者専用道路として整備された越後大野駅跡地。焼鮒駅側を望む。（2018年4月14日） |

## 隣の駅
新潟交通
電車線
焼鮒駅 - 越後大野駅 - 黒埼中学前駅